# Syria Times
Die Syria Times ist eine auf Englisch herausgegebene Tageszeitung in Syrien.
Der Editor der Zeitung ist Fuad Mardood. Im Jahre 2000 betrug die Auflage der Tageszeitung 5000.
Die Zeitung untersteht der syrischen Regierung und wird von ihr kontrolliert.